# Jesús Hernández (calciatore 2001)
Jesús Daniel Hernández Casiano (Florencio Villarreal, 1º agosto 2001) è un calciatore messicano, centrocampista del Mazatlán.

## Carriera
Cresciuto nel settore giovanile del Pachuca, ha esordito in prima squadra il 24 ottobre 2021, in occasione dell'incontro di Liga MX pareggiato 1-1 contro il Juárez. Ha realizzato la sua prima rete in campionato il 4 marzo 2023, nell'incontro vinto per 3-0 in casa dell'América.

## Statistiche

### Presenze e reti nei club
Statistiche aggiornate al 5 marzo 2023.
| Stagione        | Squadra         | Campionato      | Campionato | Campionato | Coppe nazionali | Coppe nazionali | Coppe nazionali | Coppe continentali | Coppe continentali | Coppe continentali | Altre coppe | Altre coppe | Altre coppe | Totale | Totale |
| Stagione        | Squadra         | Comp            | Pres       | Reti       | Comp            | Pres            | Reti            | Comp               | Pres               | Reti               | Comp        | Pres        | Reti        | Pres   | Reti   |
| --------------- | --------------- | --------------- | ---------- | ---------- | --------------- | --------------- | --------------- | ------------------ | ------------------ | ------------------ | ----------- | ----------- | ----------- | ------ | ------ |
| 2021-2022       | Pachuca         | LM              | 8          | 0          |                 | -               | -               |                    | -                  | -                  |             | -           | -           | 8      | 0      |
| 2022-2023       | Pachuca         | LM              | 17         | 1          |                 | -               | -               |                    | -                  | -                  |             | -           | -           | 17     | 1      |
| Totale Pachuca  | Totale Pachuca  | Totale Pachuca  | 25         | 1          |                 | -               | -               |                    | -                  | -                  |             | -           | -           | 25     | 1      |
| Totale carriera | Totale carriera | Totale carriera | 25         | 1          |                 | -               | -               |                    | -                  | -                  |             | -           | -           | 25     | 1      |

## Palmarès

### Club

#### Competizioni nazionali
- Campionato messicano: 1

Pachuca: Apertura 2022